# مكسرات مشكلة

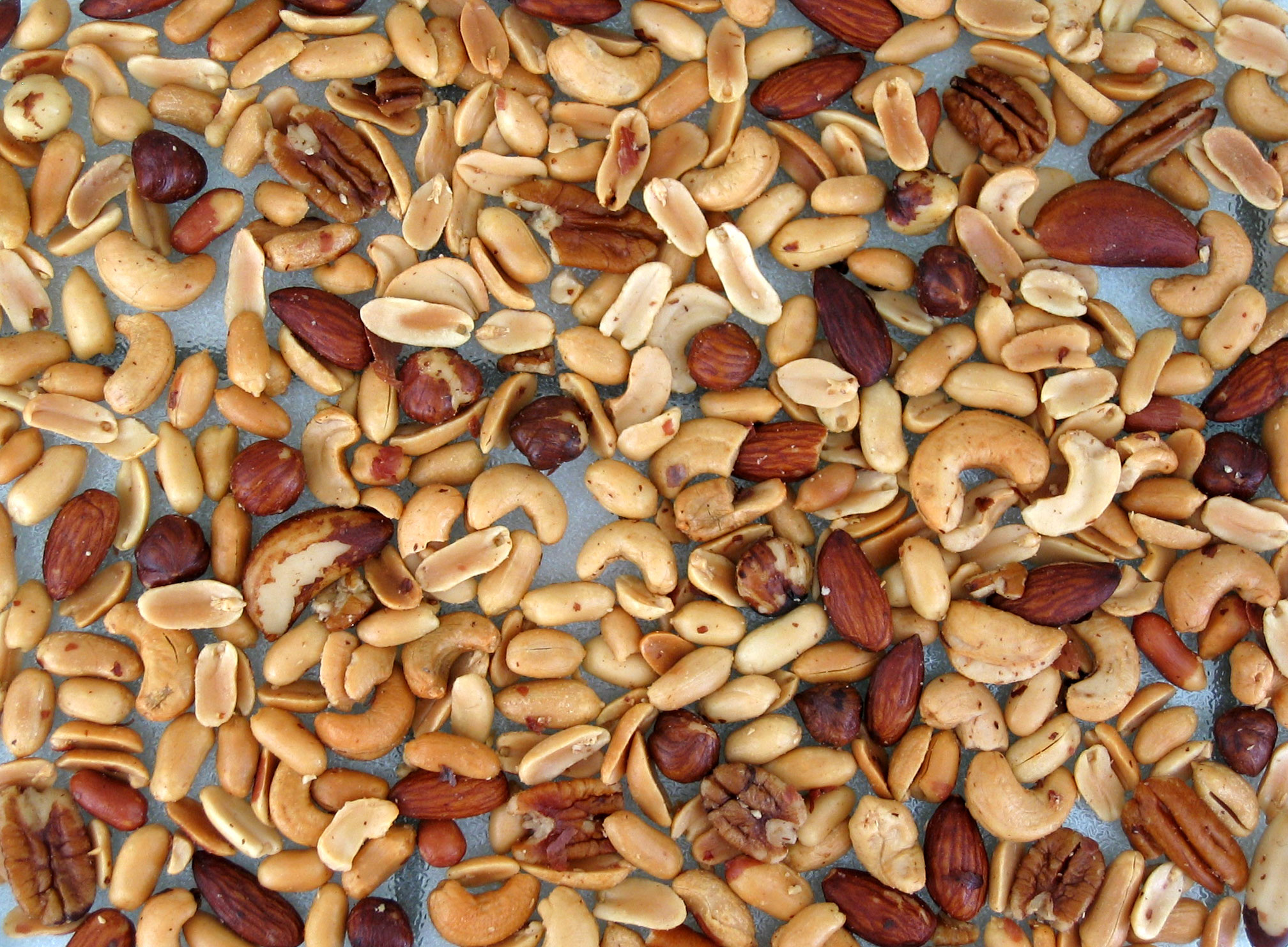
Mixed nuts from a can

المكسرات المشكلة هي أي وجبات غذائيه خفيفه تتكون من المكسرات مثل الفول السوداني، اللوز، الجوز، الكاجو والبندق الشائع. ومن الممكن أن تحضر المكسرات المشكلة مالحة، محمصة، مطبوخة أو مشوية. ومن الممكن أن تستخدم أيضا في الطبخ.

## السوق

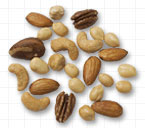
Idealized mixed nuts, USDA

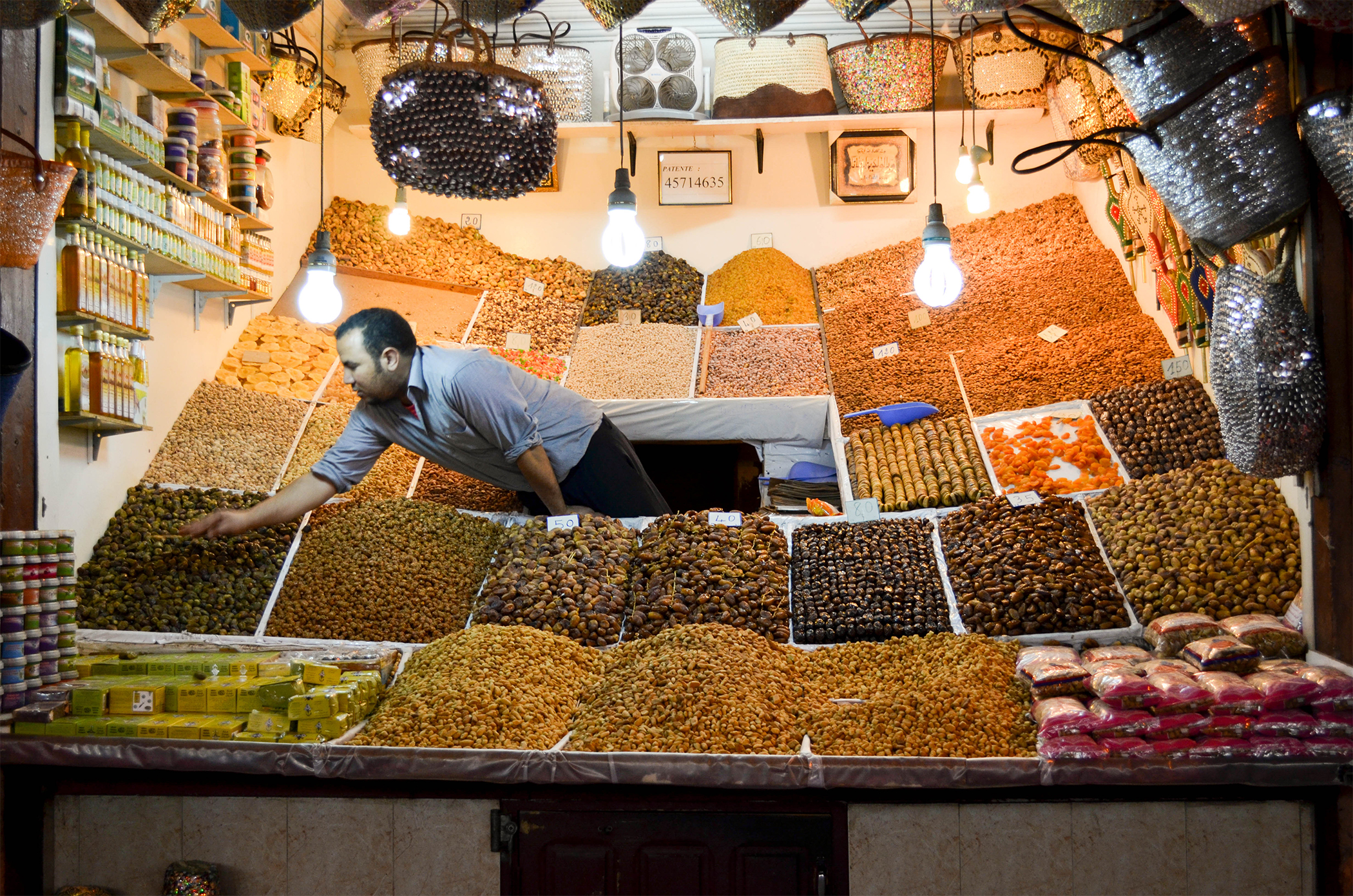
بائع المكسرات في سوق تقليدي بمراكش، المغرب.

## التركيب

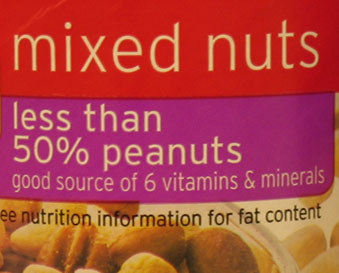
"Less than 50% peanuts"

## التشابه

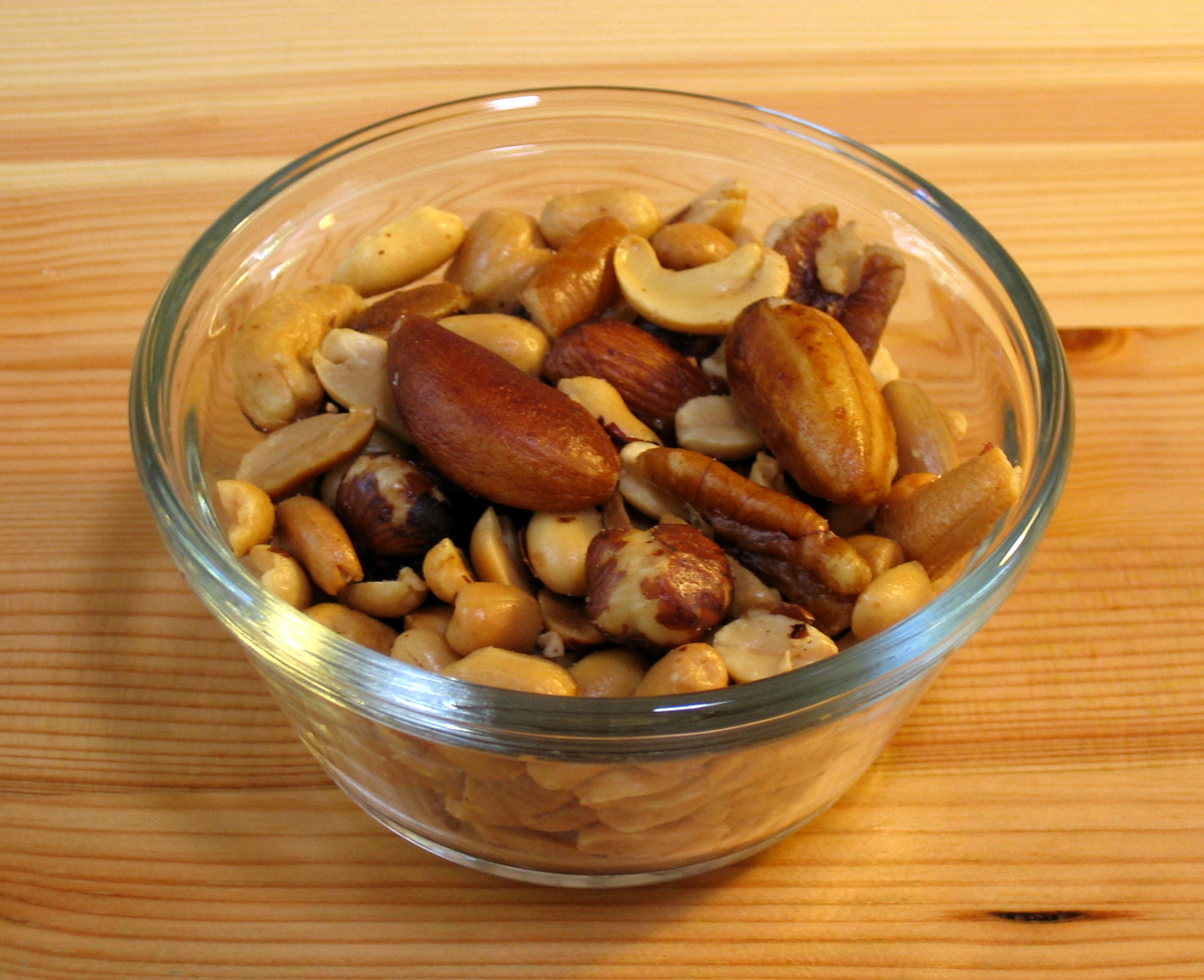
Brazil nuts ride on top of peanuts

## طالع
- فواكه جافة